# الجيش الثوري الفرنسي

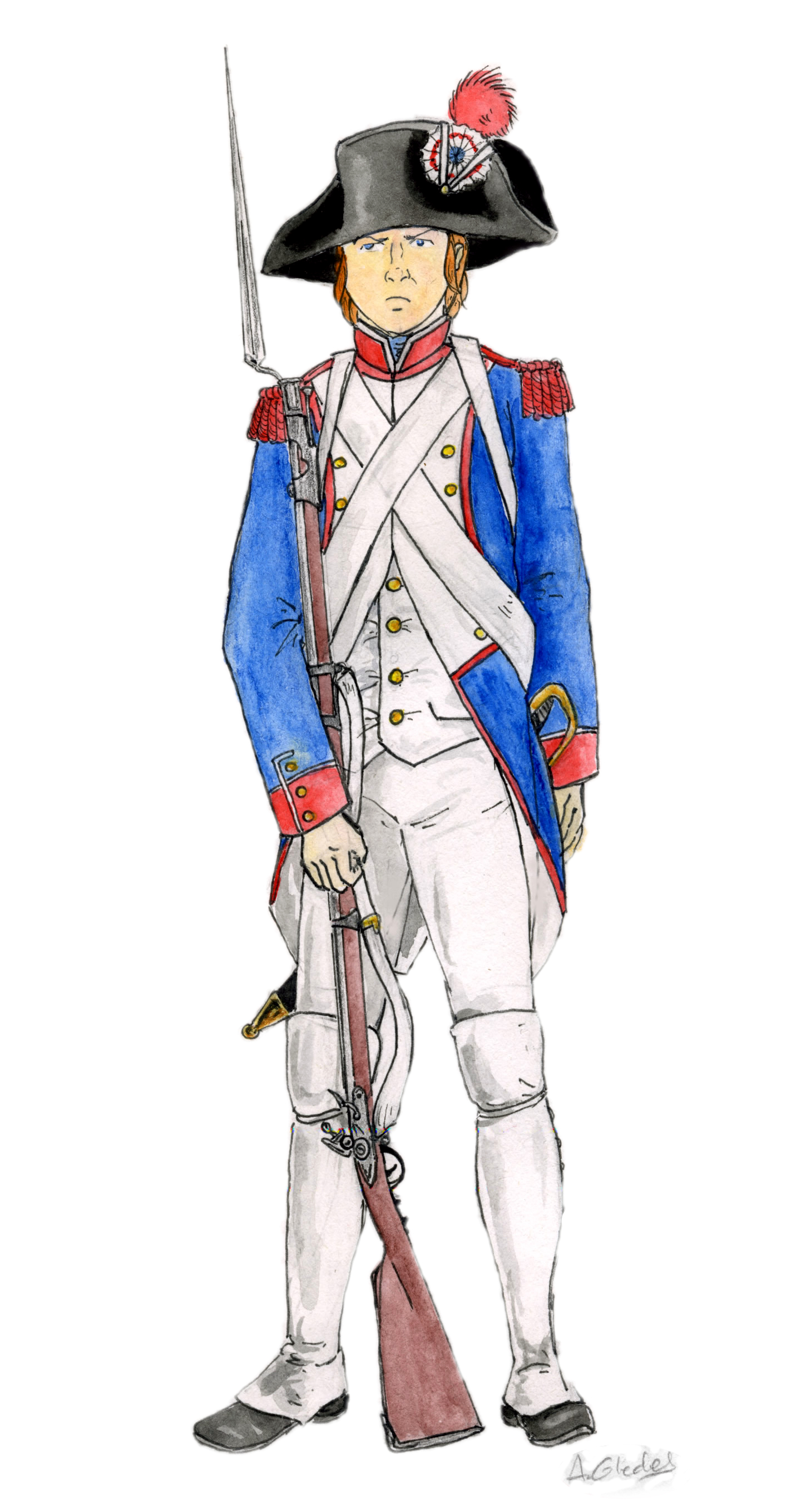
جندي في الجيش الثوري الفرنسي

الجيش الثوري الفرنسي (بالفرنسية: Armée révolutionnaire française)‏ هو الجيش الذي خاض حروب الثورة الفرنسية في الفترة من سنة 1792 إلى سنة 1802. تميزت تلك القوات بطبيعتها الثورية، وسوء عتادها الحربي، وأعدادها الجرارة، ومنيت في البداية بهزائم عسكرية فادحة، غير أنها نجحت في النهاية في طرد القوات الأجنبية من الأراضي الفرنسية ثم اجتاحت لاحقًا البلدان المجاورة وأقامت أنظمة جمهورية موالية لها.
يرجع جانب كبير من الفضل في إنشاء هذا الجيش إلى إلى القدرات التنظيمية والانضباطية للعالم والسياسي لازار كارنو، الذي كان عضوًا في لجنة السلامة العامة، وأدخل نظام التجنيد الإجباري لتوفير عدد كافٍ من الجنود للحرب، ونجح هذا النظام ـ الذي أقره المؤتمر الوطني ـ في زيادة عدد جنود الجيش الفرنسي من 645 ألف جندي في منتصف سنة 1793 إلى مليون ونصف المليون جندي في سبتمبر 1794، وبعد أن تمكن كارنو من حل مشكلة أعداد جنود الجيش، صرف اهتمامه ومواهبه الإدارية إلى طرق إمداد وتموين هذا الجيش الهائل، ولذلك عُرف كارنو بلقب «منظم النصر» (بالفرنسية: l'organisateur de la victoire).
كان شعار هذا الجيش هو «الشرف والوطن» (بالفرنسية: Honneur et Patrie)‏.

## حروب شارك فيها
- حرب التحالف الأول
- حرب التحالف الثاني